# آگاتا هارکنس
آگاتا هارکنس یک شخصیت داستانی است که در کتاب‌های کمیک مارول کمیکس ظاهر می‌شود. او جادوگری قدرتمند است که به عنوان قهرمانی شرور و معلم واندا مکسیموف و مادر نیکولاس اسکرچ در داستان حضور دارد. آگاتا یکی از جادوگران اصلی محاکمات جادوگری در سیلم است. از آن ماجرا جان سالم به در برد و بعدها به شخصیتی برجسته در داستان‌های مارول تبدیل شد. در قالب پرستار از فرانکلین ریچاردز محافظت کرد و در زمینه جادو، به آموزش واندا مکسیموف (اسکارلت ویچ) پرداخت. به علاوه موجودی به نام ابونی دارد که شبیه گربه است و حضور موجودات ماورایی را حس می‌کند.
کاترین هان در سریال وانداویژن به ایفای نقش این شخصیت در دنیای سینمایی مارول پرداخته‌است.

## قدرت‌ها و ویژگی‌ها
قدرت‌های آگاتا هارکنس از دستکاری نیروهای جادو به وجود می‌آیند. این دستکاری‌ها به او توانایی‌هایی مانند تلپورت، شلیک پرتوهای انرژی و استفاده از انرژی‌های کیهانی برای استفاده در جهت منافع خود داده است. او همچنین قدرت نجواگری، اجرای جادو با ذهن و ایجاد توهم را دارد. البته به علت سن بالای او، قدرتش در انجام فعالیت‌های فیزیکی به شدت پایین است. همچنین او از نظر ذهنی یک فرد باهوش و دارای اطلاعات بسیار گسترده در زمینه‌ی جادوگری است.